# Crucifix peint (Borghese di Piero Borghese, Lucques)
Ce Crucifix de Borghese di Piero Borghese à Lucques  est une croix peinte en  tempera sur bois réalisée par Borghese di Piero Borghese au Cinquecento, conservée au Musée de la villa Guinigi de Lucques.

## Description
Il s'agit d'une représentation du Christus patiens, le Christ souffrant et résigné de facture byzantine, le Christ mort (kénose) de la représentation orientale (byzantine) montrant les déformations dues aux sévices infligés :
- Face tournée, émaciée saisie par la mort dans une pose sereine,
- yeux fermés du  masque mortuaire,
- affaissement du corps, côtes saillantes,
- pas de déhanchement du corps
- plaies saignantes (mains, pieds et flanc)
- Ici les pieds sont superposés.

Seulement deux figures saintes accompagnent le Christ en croix : Marie et Jean, chacun dans les tabelloni aux extrémités gauche et droite du patibulum.
- Les bras de la croix sont bleus à bordure  dorée.

- Le Christ trône en rédempteur en haut de la croix  au-dessus du titulus qui affiche le texte détaillé de l'INRI en lettres rouges.

- Le périzonium est opaque ne laissant pas voir le corps du Christ

- Le panneau situé au niveau des flancs du Christ est à fond d'or endommage ne révélant pas les motifs.

- Le panneau du bas de soppedaneo affiche le crâne d'Adam dans les rochers du  Golgotha.